# A Bahama-szigetek a 2016. évi nyári olimpiai játékokon
A Bahama-szigetek a brazíliai Rio de Janeiróban megrendezett 2016. évi nyári olimpiai játékok egyik részt vevő nemzete volt. Az országot az olimpián 3 sportágban 29 sportoló képviselte, akik összesen 2 érmet szereztek.

## Érmesek
| Érem  | Versenyző                                                                  | Sportág  | Versenyszám           |
| ----- | -------------------------------------------------------------------------- | -------- | --------------------- |
| Arany | Shaunae Miller                                                             | Atlétika | Női 400 m             |
| Bronz | Chris Brown Steven Gardiner Michael Mathieu Stephen Newbold Alonzo Russell | Atlétika | Férfi 4 × 400 m váltó |

## Atlétika
Férfi
| Versenyző                                                                  | Versenyszám     | Selejtező | Selejtező | Selejtező | Előfutam | Előfutam | Előfutam | Elődöntő | Elődöntő | Elődöntő | Döntő   | Döntő    |
| Versenyző                                                                  | Versenyszám     | Idő       | Hely.     | Össz.     | Idő      | Hely.    | Össz.    | Idő      | Hely.    | Össz.    | Idő     | Helyezés |
| -------------------------------------------------------------------------- | --------------- | --------- | --------- | --------- | -------- | -------- | -------- | -------- | -------- | -------- | ------- | -------- |
| Adrian Griffith                                                            | 100 m           | kiemelt   | kiemelt   | kiemelt   | 10,53    | 8.       | 61.      | kiesett  | kiesett  | kiesett  | kiesett | kiesett  |
| Jamial Rolle                                                               | 100 m           | kiemelt   | kiemelt   | kiemelt   | 10,68    | 8.       | 64.      | kiesett  | kiesett  | kiesett  | kiesett | kiesett  |
| Shavez Hart                                                                | 100 m           | kiemelt   | kiemelt   | kiemelt   | 10,28    | 5.       | 37.**    | kiesett  | kiesett  | kiesett  | kiesett | kiesett  |
| Shavez Hart                                                                | 200 m           |           |           |           | 20,74    | 7.       | 56.*     | kiesett  | kiesett  | kiesett  | kiesett | kiesett  |
| Demetrius Pinder                                                           | 200 m           |           |           |           | kizárták | kizárták | kizárták | kiesett  | kiesett  | kiesett  | kiesett | kiesett  |
| Teray Smith                                                                | 200 m           |           |           |           | 20,66    | 6.       | 52.**    | kiesett  | kiesett  | kiesett  | kiesett | kiesett  |
| Chris Brown                                                                | 400 m           |           |           |           | 45,56    | 4.       | 20.*     | kiesett  | kiesett  | kiesett  | kiesett | kiesett  |
| Steven Gardiner                                                            | 400 m           |           |           |           | 45,24    | 2.       | 6.*      | 44,72    | 5.       | 11.      | kiesett | kiesett  |
| Alonzo Russell                                                             | 400 m           |           |           |           | kizárták | kizárták | kizárták | kiesett  | kiesett  | kiesett  | kiesett | kiesett  |
| Jeffery Gibson                                                             | 400 m gát       |           |           |           | 52,77    | 7.       | 46.      | kiesett  | kiesett  | kiesett  | kiesett | kiesett  |
| Alonzo Russell Michael Mathieu Steven Gardiner Chris Brown Stephen Newbold | 4 × 400 m váltó |           |           |           | 2:59,64  | 2.       | 6.       |          |          |          | 2:58,49 |          |

| Versenyző            | Versenyszám | Selejtező                | Selejtező                | Döntő    | Döntő    |
| Versenyző            | Versenyszám | Eredmény                 | Helyezés                 | Eredmény | Helyezés |
| -------------------- | ----------- | ------------------------ | ------------------------ | -------- | -------- |
| Trevor Barry         | Magasugrás  | 229 cm                   | 10.*                     | 225 cm   | 11.      |
| Donald Thomas        | Magasugrás  | 229 cm                   | 9.                       | 229 cm   | 7.**     |
| Jamal Wilson         | Magasugrás  | 222 cm                   | 25.**                    | kiesett  | kiesett  |
| Latario Collie-Minns | Hármasugrás | érvényes kísérlet nélkül | érvényes kísérlet nélkül | kiesett  | kiesett  |
| Leevan Sands         | Hármasugrás | 16,53 m                  | 18.                      | kiesett  | kiesett  |

Női
| Versenyző                                                         | Versenyszám     | Selejtező | Selejtező | Selejtező | Előfutam | Előfutam | Előfutam | Elődöntő | Elődöntő | Elődöntő | Döntő   | Döntő    |
| Versenyző                                                         | Versenyszám     | Idő       | Hely.     | Össz.     | Idő      | Hely.    | Össz.    | Idő      | Hely.    | Össz.    | Idő     | Helyezés |
| ----------------------------------------------------------------- | --------------- | --------- | --------- | --------- | -------- | -------- | -------- | -------- | -------- | -------- | ------- | -------- |
| Tynia Gaither                                                     | 100 m           | kiemelt   | kiemelt   | kiemelt   | 11,56    | 5.       | 39.*     | kiesett  | kiesett  | kiesett  | kiesett | kiesett  |
| Tynia Gaither                                                     | 200 m           |           |           |           | 22,90    | 3.       | 23.      | 23,45    | 8.       | 24.      | kiesett | kiesett  |
| Sheniqua Ferguson                                                 | 200 m           |           |           |           | 23,62    | 8.       | 58.      | kiesett  | kiesett  | kiesett  | kiesett | kiesett  |
| Anthonique Strachan                                               | 200 m           |           |           |           | 22,96    | 3.       | 26.      | kiesett  | kiesett  | kiesett  | kiesett | kiesett  |
| Shaunae Miller                                                    | 400 m           |           |           |           | 51,16    | 1.       | 4.       | 49,91    | 2.       | 4.       | 49,44   |          |
| Pedrya Seymour                                                    | 100 m gát       |           |           |           | 12,85    | 3.       | 10.*     | 12,64    | 2.       | 3.       | 12,76   | 6.       |
| Lanece Clarke Anthonique Strachan Carmiesha Cox Christine Amertil | 4 × 400 m váltó |           |           |           | 3:26,36  | 6.       | 11.      |          |          |          | kiesett | kiesett  |

| Versenyző     | Versenyszám | Selejtező | Selejtező | Döntő    | Döntő    |
| Versenyző     | Versenyszám | Eredmény  | Helyezés  | Eredmény | Helyezés |
| ------------- | ----------- | --------- | --------- | -------- | -------- |
| Bianca Stuart | Távolugrás  | 645 cm    | 16.       | kiesett  | kiesett  |

* - egy másik versenyzővel azonos eredményt ért el

** - két másik versenyzővel azonos eredményt ért el

## Evezés
Női
| Versenyző    | Versenyszám  | Előfutam | Előfutam | Vigaszág | Vigaszág | Negyeddöntő   | Negyeddöntő   | Elődöntő | Elődöntő | Elődöntő | Döntő | Döntő   | Döntő | Helyezés |
| Versenyző    | Versenyszám  | Idő      | Hely.    | Idő      | Hely.    | Idő           | Hely.         | Típus    | Idő      | Hely.    | Típus | Idő     | Hely. | Helyezés |
| ------------ | ------------ | -------- | -------- | -------- | -------- | ------------- | ------------- | -------- | -------- | -------- | ----- | ------- | ----- | -------- |
| Emily Morley | Egypárevezős | 9:22,12  | 6.       | 8:22,77  | 4.       | nem jutott be | nem jutott be | E/F      | 8:46,09  | 3.       | E     | 8:56,36 | 6.    | 30.      |

## Úszás
Férfi
| Versenyző    | Versenyszám | Előfutam | Előfutam | Előfutam | Elődöntő | Elődöntő | Elődöntő | Döntő   | Döntő    |
| Versenyző    | Versenyszám | Idő      | Hely.    | Össz.    | Idő      | Hely.    | Össz.    | Idő     | Helyezés |
| ------------ | ----------- | -------- | -------- | -------- | -------- | -------- | -------- | ------- | -------- |
| Dustin Tynes | 100 m mell  | 1:03,71  | 8.       | 44.      | kiesett  | kiesett  | kiesett  | kiesett | kiesett  |

Női
| Versenyző                  | Versenyszám | Előfutam | Előfutam | Előfutam | Elődöntő | Elődöntő | Elődöntő | Döntő   | Döntő    |
| Versenyző                  | Versenyszám | Idő      | Hely.    | Össz.    | Idő      | Hely.    | Össz.    | Idő     | Helyezés |
| -------------------------- | ----------- | -------- | -------- | -------- | -------- | -------- | -------- | ------- | -------- |
| Arianna Vanderpool-Wallace | 50 m gyors  | 24,77    | 4.*      | 13.**    | 24,60    | 4.       | 9.       | kiesett | kiesett  |
| Arianna Vanderpool-Wallace | 100 m gyors | 54,56    | 7.       | 18.      | kiesett  | kiesett  | kiesett  | kiesett | kiesett  |
| Joanna Evans               | 200 m gyors | 2:01,27  | 5.       | 37.      | kiesett  | kiesett  | kiesett  | kiesett | kiesett  |
| Joanna Evans               | 400 m gyors | 4:07,60  | 2.       | 13.      |          |          |          | kiesett | kiesett  |
| Joanna Evans               | 800 m gyors | 8:42,93  | 6.       | 23.      |          |          |          | kiesett | kiesett  |

* - egy másik versenyzővel azonos időt ért el

** - két másik versenyzővel azonos időt ért el